# Leon Reynel

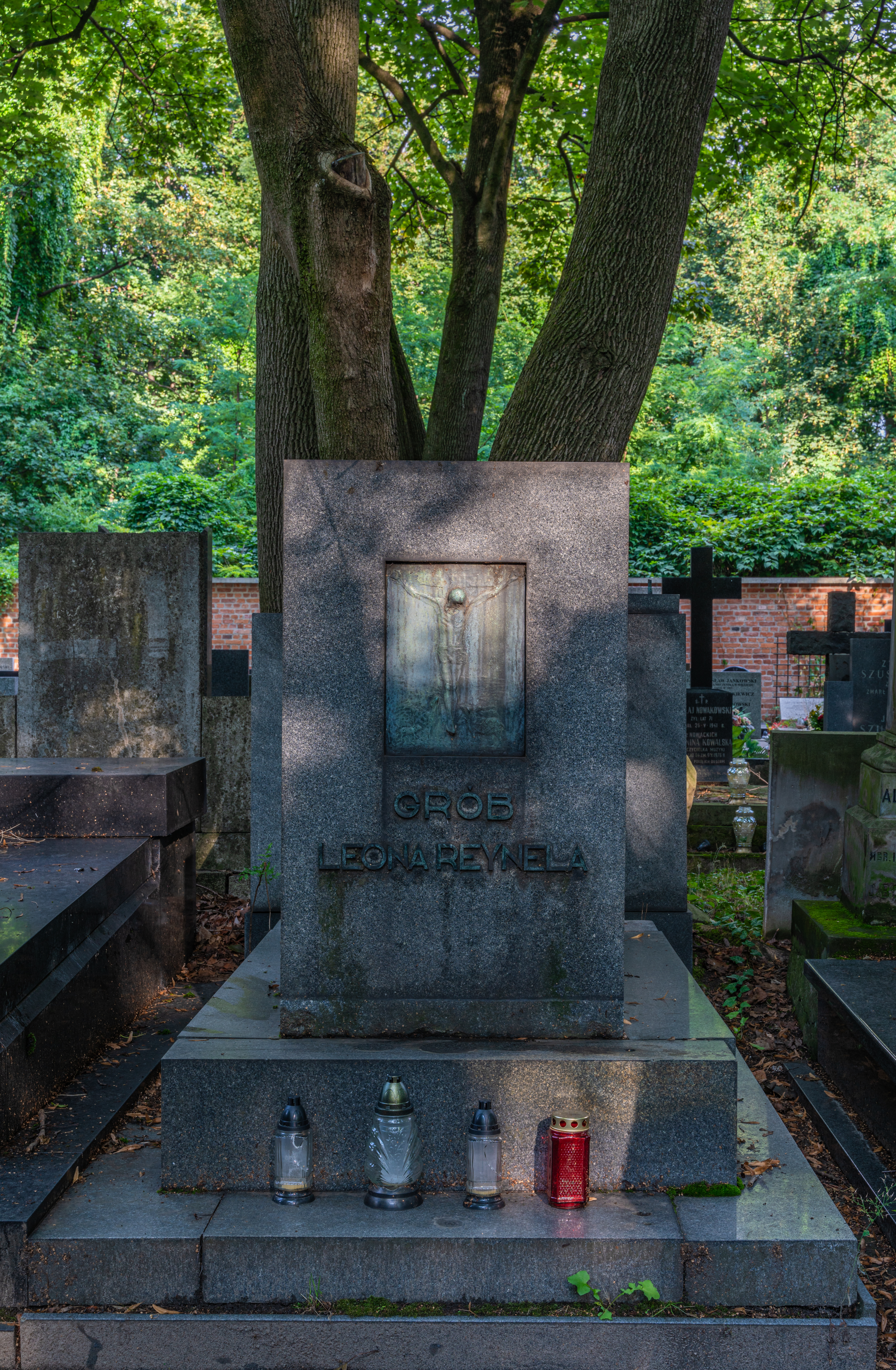
Grób Leona Reynela na cmentarzu Powązkowskim

Leon Reynel (ur. 1887 w Warszawie, zm. 10 stycznia 1931 tamże) – polski działacz gospodarczy, pisarz.
Ucząc się w szkole średniej zaangażował się w działalność organizacji lewicowych i przystąpił do PPS – Frakcji Rewolucyjnej. W latach 1905–1907 był kilka razy aresztowany i osadzany w Cytadeli Warszawskiej, dzięki wstawiennictwu rodziny kara więzienia została zamieniona na przymusową emigrację bez prawa powrotu do ojczyzny. Leon Reynel wyjechał do Paryża i tam studiował w École des Science Politiques, po nawiązaniu kontaktów z polskim środowiskiem emigracyjnym przystał do Polskiej Oberży Pieśniarskiej. W 1914 udało mu się na krótko powrócić do Warszawy, skąd wyjechał do Petersburga gdzie pracował, jako publicysta i literat w Dzienniku Polskim. W tym czasie wspólnie ze Stefanem Kiedrzyńskim stworzył teksty i libretta do rewii wystawianych w Teatrze Małym. W 1917 po wybuchu rewolucji październikowej włączył się w działalność niepodległościową, przez co rok później musiał w ukryciu wracać do Polski. Od tego czasu stał się działaczem gospodarczym, odrzucił proponowane stanowisko wiceministra skarbu i skupił się na polsko-włoskich kontaktach handlowych. Wykorzystując swoje kontakty we francuskim świecie finansowym udało mu się zainteresować francuskich kapitalistów Polską, czego efektem była wysoka pożyczka udzielona przez Francuzów na budowę magistrali węglowej z Górnego Śląska do portu w Gdyni. Zmarł nagle w styczniu 1931 zanim wybudowana dzięki jego wstawiennictwu inwestycja została uruchomiona.
Został pochowany na cmentarzu Powązkowskim (kwatera 196-6-9).
W okresie II Rzeczypospolitej została ustanowiona Nagroda im Leona Reynela, którą otrzymali m.in. Adam Grzymała-Siedlecki (1934), Jarosław Iwaszkiewicz (1937), Zygmunt Nowakowski (1938).